# 旧小坂家住宅

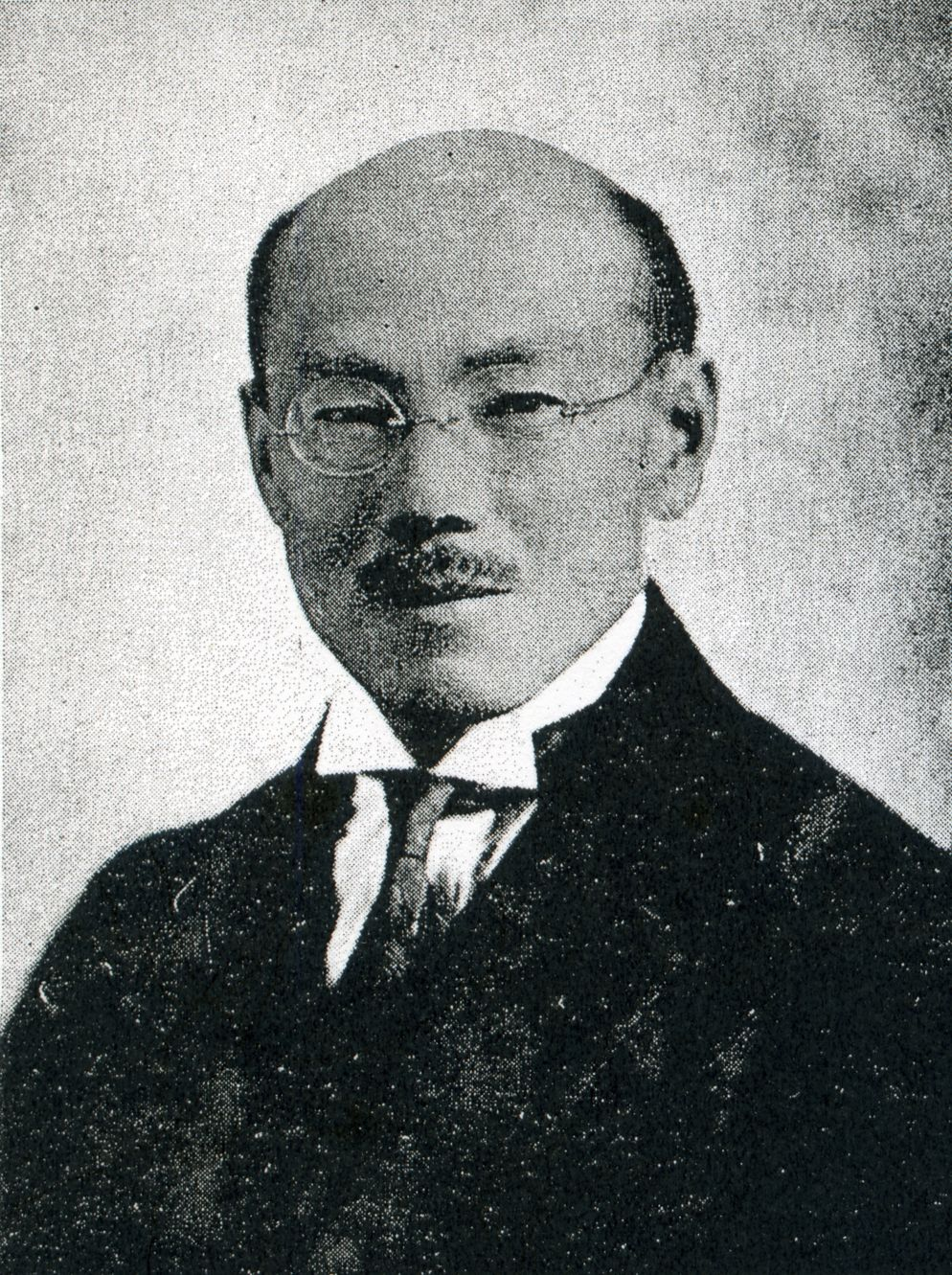
小坂順造

旧小坂家住宅（きゅうこさかけじゅうたく）は、東京都世田谷区瀬田にある歴史的建造物。貴族院議員などを務めた小坂順造の別邸として1938年（昭和13年）に完成した。敷地全体が「瀬田四丁目旧小坂緑地」として公開されている。

## 沿革
現在の世田谷区南西部、国分寺崖線沿いや多摩川近くには、かつて政財界人や華族の別邸が多く建てられたが、現存するのは旧小坂家住宅のみである。敷地は国分寺崖線上の縁辺部にあり、約半分は斜面地となっている。
当住宅は、1937年から1938年（昭和12年 - 13年）にかけて、実業家・政治家の小坂順造（1881年 - 1960年）の別邸として建てられた。小坂は長野市の生まれで、信濃銀行取締役、信濃毎日新聞社取締役社長などを歴任したほか、衆議院議員、貴族院議員を務めている。古美術品のコレクターとしても知られている。小坂の本邸は東京都渋谷区にあったが、太平洋戦争末期の1945年（昭和20年）に戦災で本邸が焼失してからは、この別邸を本邸とした。別邸の敷地は北側が狭く、南が広いL字形を呈し、ほぼ中央を国分寺崖線が通っているため、建築に適した土地は東寄りの南北に細長い台地上の部分のみである。敷地北端には道路に面して表門を開き、崖下の敷地南西端に裏門がある。表門から南へのアプローチを進むと、敷地の東寄りに主屋が建ち、主屋の手前西寄りには中門と塀がある。かつては表門付近に管理人住居、車庫、運転手控室などがあったが、これらは1996年（平成8年）に撤去されている。
棟札には「昭和12年10月2日上棟」とある。設計・施工は清水建設の前身である清水組で、同社の記録によれば1937年（昭和12年）7月に起工し、1938年（昭和13年）9月に竣工した。
1996年（平成8年）10月に世田谷区が緑地保護のために公園用地として土地を購入、建物は小坂家より寄贈を受けた。その後、内部の改修工事を経て一般公開。1999年（平成11年）11月24日に世田谷区指定有形文化財となった。
他に敷地内の国分寺崖線下に設けられていた茶室もあったが、区が寄贈を受ける前に取り壊されている。ここには東京大空襲を避けた横山大観が1945年（昭和20年）3月から約3ヶ月間移り住んだ。これには横山が画家の堅山南風から疎開を勧められたという背景がある。
世田谷区より委託を受け、1999年（平成11年）4月より財団法人せたがやトラスト協会（のち一般財団法人世田谷トラストまちづくり）が公開管理にあたっている。

## 構造・意匠

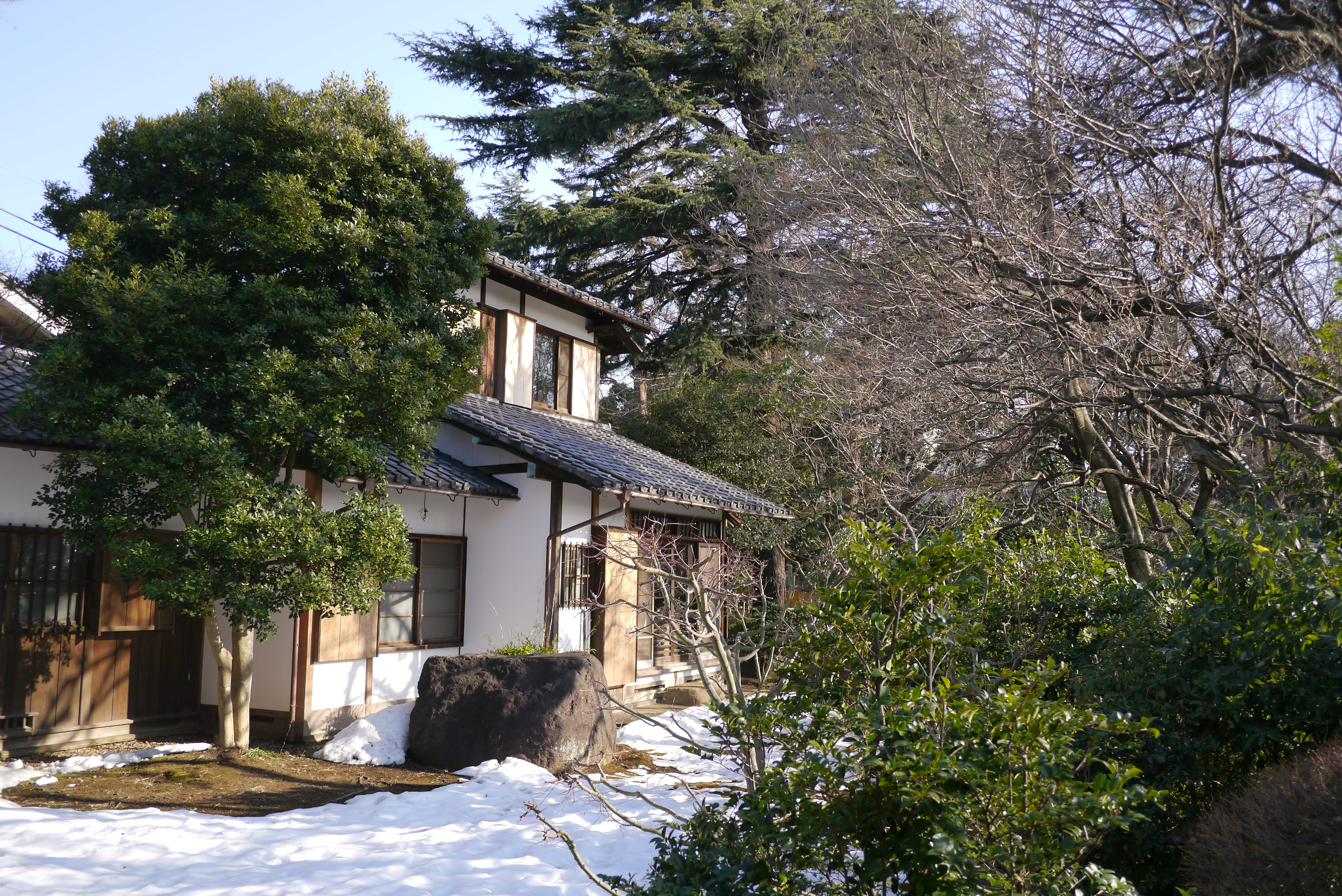
庭から寝室を見る

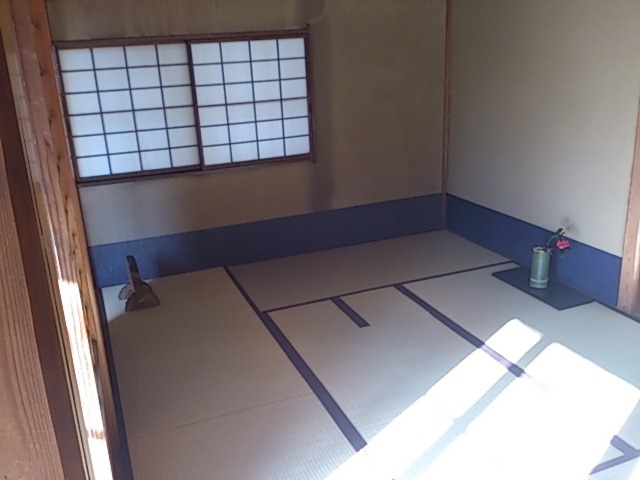
茶室（南から）

主屋は、木造平屋建（一部2階建）で、屋根は入母屋造、瓦葺とし、棟上に煙出しの櫓を設ける。居間、茶の間などがある主体部の北西に書斎棟が接する。主体部の南東には南方向に延びる廊下があり、その先に2階建の寝室棟があり、廊下の途中東側には2階建の内倉がある。北側に面した玄関を入ると、寄り付きは東西に伸びる畳廊下で、その先は西（向かって右）が12畳半の居間、東が10畳の茶の間となる。玄関土間の西には6畳の小応接室（茶室）がある。居間・茶の間の南から西にかけて入側をめぐらす。茶の間の東には3畳の和室、台所、6畳の女中部屋、納戸などがある。
玄関土間は吹き抜けとし、古民家風の梁組を見せる。小坂家の伝承によれば、梁材には奥多摩の名主屋敷の材木が使われているという。
12畳半の居間は一間半の床（とこ）と付書院を設け、天井は薩摩杉を用い、数寄屋風の造りとする。東隣の茶の間（10畳）との境の欄間は桐紋を透彫とする。居間・茶の間の南から西にかけて入側がめぐる。入側は部屋寄りを畳敷、庭寄りを板敷とする。縁桁（えんげた）は北山杉の一本物で、長さは10.6ｍある。
6畳の小応接室は、炉を切った茶室である。床は略式の壁床（織部床）とし、天井は蒲簾を張る。水屋は廊下を挟んで西側の書斎前にあり、八角柱が用いられている。他に別棟の茶室が庭内にあったが現存しない（横山大観が戦時中に3か月ほど滞在したことがある）。
主屋の北西に位置する書斎は山小屋風の意匠の洋室であるが、柱に赤松の面皮柱を用い、天井にも赤松面皮材の大引を使用するなど、一部に和風を採り入れている。床は寄木板張で、壁に張られた腰板には鉈目（なため）削りの装飾を施す。暖炉（マントルピース）上のスペースにはもとは仏像を安置していた。壁は袋張りと呼ばれる、空気の層を持つ黒塗りの壁で構築されている。

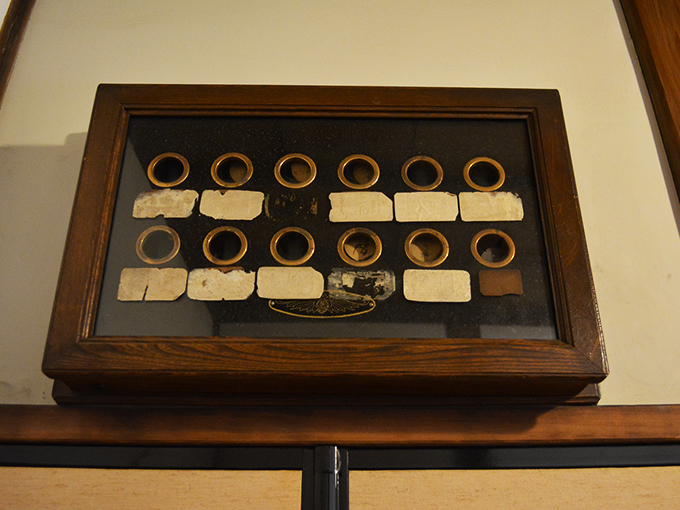
呼び鈴

女中部屋脇の廊下上部には、各部屋に備わった押しボタンで呼び出しができる、女中を呼び出すための呼び鈴がある。
内倉は、鉄製の防火扉がついた2階建ての内倉であり、美術品や調度品、家財道具を貯蔵していた。

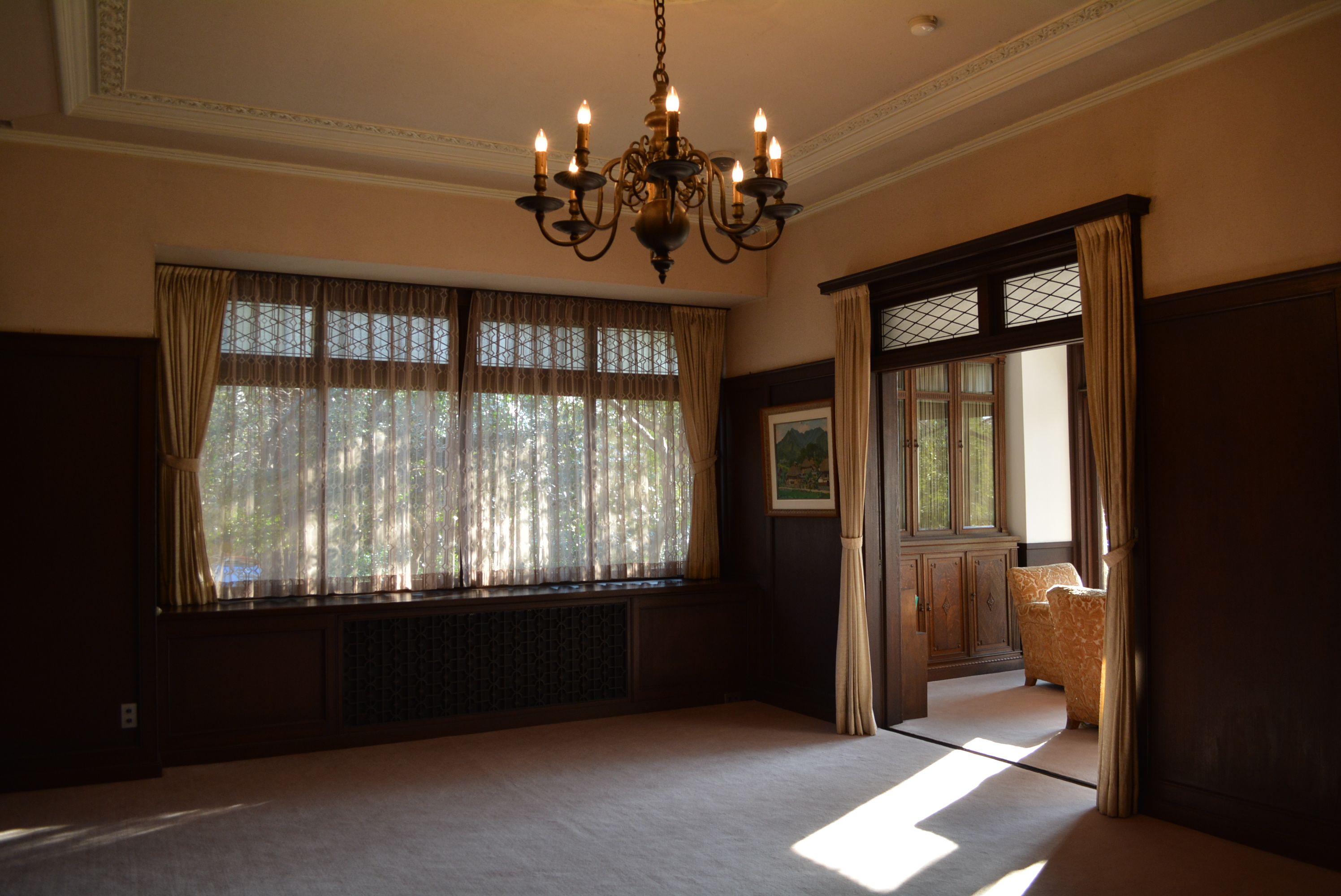
寝室を北から見る。天井にはシャンデリアが取り付けられている。右手はサンルーム。

主屋から南へ廊下を進むと2階建ての寝室棟がある。寝室の手前には階段ホールと更衣室があり、2階には令息室と書庫がある（2階部分は非公開）。寝室は洋風の造りとなっており、西側にベランダ（サンルーム）が付属する。天井は漆喰仕上げで、照明は本物の蝋燭による照明のような装飾を紙で再現、飾りの暖炉がある（実際の暖房はセントラルヒーティングで管理されている）。現在は室内に小坂順造のレリーフが飾られている。当時は多摩川越しに富士山が望めた。
玄関前の庭にはモミジ（紅葉）があり、玉川八景の一つ「岡本の紅葉」の象徴といわれる。